# 199631 Giuseppesprizzi
199631 Giuseppesprizzi este o planetă minoră (asteroid) din centura de asteroizi. A fost descoperită pe 2 aprilie 2006 la  de Vincenzo Silvano Casulli⁠(d). 
Obiectul prezintă o orbită caracterizată de o semiaxă mare de 2,8078269594784 UAi, o excentricitate de 0,090067216750694, o înclinație de 2,390354758519 ° în raport cu ecliptica.